# Românii - originea, trecutul, sacrificiile și drepturile lor (carte)

## Scriere și publicare
Cartea a fost publicată la 15 ianuarie 1991. Cartea are 12 pagini de argumente despre această carte. Restul paginilor conțin generalitățile poporului român, argumentele istorice ale României, argumentele etnografice, contestații și anexe cu tabele, schițe și hărți.

## Rezumatul cărții
Cartea povestește (în ediția a II-a) despre sacrificiile statului român, problemele cu care se confrunta România în vremea războaielor și diferite rezumate despre războaiele purtate de români. Cartea generalizează și importanța teritoriilor transilvănene, ale Dobrogei și a Cadrilaterului și arată diferite aspecte etnografice ale României de atunci sub formă de tabele care prezintă demografia României în perioada interbelică.
Cartea argumentează istoric și trece prin axa timpului, oferind cititorului o trecere prin timp și prin epocile prin care a trecut România, de la perioada antemergătoare a românilor până la ultimul sacrificiu a României Mari.
Cartea are și o parte de contestații, care exprimă în părțile 2 și 4, importanța Transilvaniei, Banatului și a Cadrilaterului. În partea I, autorul ne povestește despre anumite contestații istorice, despre faptul că tratatele de pace desfășurate la acea vreme deveneau numai niște "petice de hârtie".
În partea 2 despre Bucovina, autorul ne spune că orașul Cernăuți este cel mai mare centru politic, cultural, economic și militar a regiunii. Tot în această parte, autorul ne exprimă și că șoseaua care lega la acea vreme orașul Cernăuți de Hotin, trecea tot prin această regiune. Calea ferată care leagă Bucovina și nordul Moldovei cu nordul Basarabiei trecea de la Cernăuți până la Noua Suliță tot prin acest teritoriul.
În partea a treia despre Cadrilater, autorul exprimă importanța teritoriilor dobrogene, prin faptul că există o bază mai mare în regiune și să construiască la Mangalia, un port militar și o flotă. Pentru a afla celelalte importanțe, recomand să se citească cartea.
În ultima parte a contestațiilor, în care autorul vrea să ne spună importanța teritoriilor Banatului, ne arată că vechiul județ interbelic Timiș-Torontal era un grânar important în regiune și despre faptul că de pe timpurile vechi și până astăzi, regiunea care era cuprinsă între munți, Mureș, Tisa și Dunăre a constituit una și aceeași provincie. La fel, pentru celelalte argumentații, recomand citirea cărții.

## Teme fundamentale
Cartea scrisă de Mareșalul Ion Antonescu abordează tema argumentelor istorice și diplomatice ale României pentru realizarea unității naționale a României, la sfârșitul Primului Război Mondial. Cartea ne arată eforturile lui I.I.C. Brătianu de a negocia alianța cu Antanta și de a obține garanții teritoriale importante pentru România.